# Tomokazu Mjodžin
Tomokazu Mjodžin (japonsko 明神 智和), japonski nogometaš, *24. januar 1978.
Za japonsko reprezentanco je odigral 26 uradnih tekem.